# Astya aspidopora
Astya aspidopora är en nässeldjursart som beskrevs av Stephen D. Cairns 1991. Astya aspidopora ingår i släktet Astya och familjen Stylasteridae. Inga underarter finns listade i Catalogue of Life.